# Antonio Tuivuna
Antonio Tuivuna (Fiyi, 20 de marzo de 1995) es un futbolista fiyiano. Juega de defensa y su club actual es el Ba Football Association de la Liga Nacional de Fútbol de Fiyi.

## Selección nacional
Ha sido internacional con la Selección de fútbol de Fiyi. Antes de debutar con la selección absoluta había jugado con las selecciones sub-23 y sub-20.

### Participaciones en Copas del Mundo sub-20
| Mundial                               | Sede          | Resultado    | Partidos | Goles |
| ------------------------------------- | ------------- | ------------ | -------- | ----- |
| Copa Mundial de Fútbol Sub-20 de 2015 | Nueva Zelanda | Primera fase | 3        |       |

### Participaciones en torneos continentales
| Copa                              | Sede               | Resultado     | Partidos | Goles |
| --------------------------------- | ------------------ | ------------- | -------- | ----- |
| Campeonato Sub-20 de la OFC 2013  | Fiyi               | Subcampeón    |          |       |
| Juegos del Pacífico 2015          | Papúa-Nueva Guinea | Cuarto puesto |          |       |
| Torneo Preolímpico de la OFC 2015 | Papúa-Nueva Guinea | Campeón       |          |       |

### Participaciones en Juegos Olímpicos
| Juegos                                  | Sede           | Resultado | Partidos | Goles |
| --------------------------------------- | -------------- | --------- | -------- | ----- |
| Juegos Olímpicos de Río de Janeiro 2016 | Río de Janeiro |           |          |       |

## Estadísticas

### Clubes
| Club                    | País | Año       |
| ----------------------- | ---- | --------- |
| Ba Football Association | Fiyi | 2012-2014 |
| Suva Football Club      | Fiyi | 2014      |
| Nadi Football Club      | Fiyi | 2015      |
| Suva Football Club      | Fiyi | 2016      |
| Nadi Football Club      | Fiyi | 2016      |
| Labasa Football Club    | Fiyi | 2017-2018 |
| Suva Football Club      | Fiyi | 2018      |
| Labasa Football Club    | Fiyi | 2019      |
| Ba Football Association | Fiyi | 2020      |